# Peter Musebrink
Peter Musebrink (* 20. Januar 1960 in Bochum) ist ein deutscher Musiker, Komponist, Musikproduzent, Programmierer und Gitarrist. Er wurde insbesondere durch seine Projekte Deep Dive Corp. und P.M.FM bekannt. Musebrink zählt zu den etablierten Vertretern der deutschen elektronischen Musikszene; sein Stil verbindet elektronische Klänge mit Elementen aus Funk, Soul, Jazz, Ambient und World Music.

## Leben und Werk
Peter Musebrink ist seit den späten 1990er-Jahren als Musikproduzent aktiv. Er arbeitet sowohl als Solokünstler als auch in verschiedenen Kollaborationen. Seine Produktionen kombinieren elektronische Musik mit Live-Instrumentierung und zeichnen sich durch detaillierte Arrangements und genreübergreifende Klanggestaltung aus.
Er wuchs in Bochum auf und lebte später in Düsseldorf, Hamburg, auf Ibiza, Bremen und ab 2025 wieder in Bochum. In Düsseldorf war er zunächst als Fotograf tätig. Während seiner Zeit in Hamburg entwickelte er seinen charakteristischen musikalischen Stil, den er ab 2003 auf Ibiza weiter ausbaute und veröffentlichte.

### Deep Dive Corp.
1999 gründeten Peter Musebrink und Björn Gerhard in Hamburg das Musikprojekt Deep Dive Corp., das sich stilistisch zwischen Downtempo, Funk, House und Lounge bewegt. Das Projekt veröffentlichte zahlreiche Alben und EPs, die insbesondere in der internationalen Chillout- und Clubszene Resonanz fanden.
Der Sound von Deep Dive Corp. kombiniert rhythmusbetonte, oft funkbasierte Grooves mit elektronischen Klangflächen, Einflüssen aus Jazz, Dub, Ambient und Weltmusik sowie Musebrinks charakteristischem Gitarrenspiel. Gastmusiker und -sänger tragen regelmäßig zur stilistischen Vielfalt der Produktionen bei – unter anderem Hellmut Hattler (Tab Two, Kraan, Hattler) und Mashti alias Mads Nordheim.
Zu den bekanntesten Veröffentlichungen zählen die Alben und Tracks Beware of Fake Gurus (2002), Beats ’n’ Things & Melodies (2012), Meanwhile (2015), Ride (2017) und Aruna Chandra (2019). Weitere Werke umfassen Support Your Local Groover, Blackmail Recordings, Freestyle Floating, Medusa, Undiscovered, Some Funky Fish, More Bass, Music for Poledance, DDC meets Michele Adamson sowie die Space Boogie EP. Beliebte Einzeltitel sind unter anderem „Go“, „Sister“ und „Deep Dive“.
Frühe Veröffentlichungen erschienen bei Jubilee Records, spätere Produktionen wurden über das Label In-D Records vertrieben.

### P.M.FM
Unter dem Pseudonym P.M.FM ist Musebrink auch als DJ und Radiohost aktiv. Seit 2003 produziert und moderiert er seine eigene Radiosendung „P.M.FM’s THEdIVE“ auf Ibiza Sonica Radio, in der er elektronische Musik verschiedener Stilrichtungen präsentiert.
Im selben Jahr veröffentlichte er das Soloalbum Rotations, das sich musikalisch zwischen Downbeat, Dub und Lounge bewegt. Zu den populärsten Titeln dieses Albums zählen die Stücke „Slowly“ und „Sento“. Als DJ steht P.M.FM für eine eher cluborientierte, live-orientierte Interpretation von Musebrinks musikalischem Spektrum.

## Diskografie

### Alben (Auswahl)
- Support Your Local Groover (2000)
- Blackmail Recordings (2001)
- Beware of Fake Gurus (2003)
- Freestyle Floating (2005)
- Some Funky Fish (2006)
- Undiscovered (2007)
- More Bass (2009)
- Funky Freestyle Collection (2011)
- Beats ’n’ Things & Melodies (2012)
- Medusa (2024)